# Queen Mary’s House (Jedburgh)

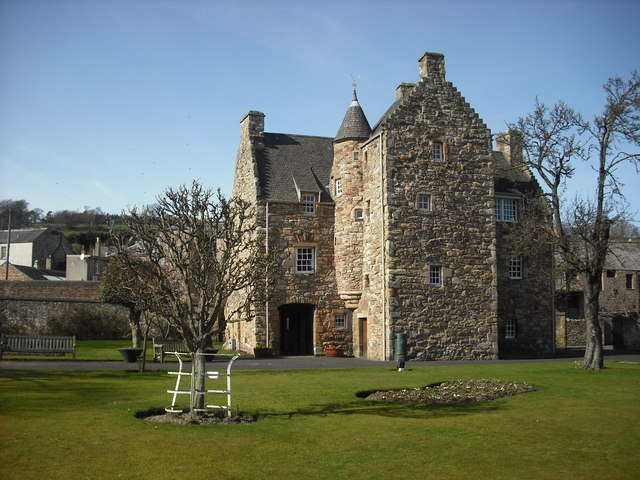
Queen Mary’s House

Queen Mary’s House ist ein Museum in der schottischen Kleinstadt Jedburgh in der Council Area Scottish Borders. 1971 wurde das Bauwerk in die schottischen Denkmallisten in der höchsten Denkmalkategorie A aufgenommen. Eine ehemalige Einstufung als Scheduled Monument wurde 1998 aufgehoben.

## Geschichte
Nach der Zerstörung von Jedburgh Castle im Jahre 1409 wurden in der Umgebung insgesamt sechs Peel Tower errichtet. Das im späten 16. Jahrhundert entstandene Queen Mary’s House ist das letzte erhaltene von ihnen. Es diente als Wohngebäude des lokalen Lairds.
Möglicherweise war das Gebäude in der Vergangenheit in geschlossener Bauweise in eine Häuserzeile integriert. Trotz einer Überlieferung, die auch in den Namen von Queen Mary’s House eingeflossen ist, erscheint es auch ob des späten Bauzeitraums zweifelhaft, dass Königin Maria Stuart in dem Hause Unterschlupf fand. Ein Kamin im ersten Obergeschoss wurde im Laufe des 17. Jahrhunderts verlegt. F. S. Oliver of Edgerston erwarb Queen Mary’s House im Jahre 1928 und schenkte es der Stadt. 1987 zum, 400. Todesjahr der Königin, wurde dort ein Museum eröffnet. Es beschäftigt sich mit dem Leben Maria Stuarts. Unter anderem ist dort ihre Totenmaske ausgestellt.